# Такеуті Марія
Такеучі Марія (яп. 竹内 まりや, Такеучі Марія, нар. 20 березня 1955, Ідзумо, префектура Шімане, Японія) — японська співачка і авторка пісень.

## Біографія
Народилася у місті Таішя, що нині є частиною міста Ідзумо, префектура Шімане. У 1972 році, на третьому році навчання у старшій школі, взяла участь у міжнародній програмі обміну учнів AFS і навчалась у старшій школі міста Рок-Фоллз, Іллінойс, США. У 1974 році вступила до університету Кейо.
У 1978 році, будучи все ще студенткою університету, видала без лейблу свій перший сингл. У 1978—1982 роки випустила 5 альбомів, які потрапили до чартів Oricon «Top 100» та «Top 40». Синглу «Mysterious Peach Pie» (1980) вдалося посісти 3-тє місце в чарті, а альбому «Love Songs» (1980) — перше.
Після того, як у 1982 році вийшла заміж за японського музиканта Ямашіту Тацуро, Такеучі взяла перерву в кар'єрі для виховання дитини. На сцену повернулася у 1984 році. З 1984 року видала 7 альбомів, кожен з яких посів перше місце в чартах Oricon, а збірка «Impressions» (1994) була продана у кількості 3 мільйонів копій, ставши таким чином одним з найпродаваніших альбомів у Японії.
У 2007 році повернулася на сцену після перерви, яку взяла після видання альбому «Longtime Favorites» у 2004 році. Її наступні альбоми «Denim» (2007) та «Expressions» повторили попередній успіх співачки, посівши після свого виходу перші місця в чартах
У 2014 році видала альбом «Trad», який здобув 56-ту премію «Japan Record Awards» у категорії «Best Album Award». У 2015 році співачка нагороджена «6-ю премією імені Іватані Токіко».
Крім самостійного виконання пісень, вона також є авторкою пісень та слів до пісень для інших виконавців, зокрема для: Окада Юкіко, Якушімару Хіроко, Івасакі Хіромі, Кондо Масахіко, Судзукі Масаюкі, Tackey & Tsubasa.

## Особисте життя
У квітні 1982 року вийшла заміж за японського автора-виконавця і музичного продюсера Ямашіту Тацуро.

## Дискографія

### Альбоми
| Рік  | Альбом                                                  | Лейбл                             | Місце в чартах Oricon | Джерело |
| ---- | ------------------------------------------------------- | --------------------------------- | --------------------- | ------- |
| 1978 | Beginning - Дата релізу: 1978                           | RCA                               |                       | [ 5 ]   |
| 1979 | University Street - Дата релізу: 1979                   | RCA                               |                       | [ 5 ]   |
| 1980 | Love Songs - Дата релізу: 1980                          | RCA                               | 1                     | [ 5 ]   |
| 1980 | Miss M - Дата релізу: 1980                              | RCA                               |                       | [ 5 ]   |
| 1981 | Portrait - Дата релізу: 1981                            | RCA                               |                       | [ 5 ]   |
| 1982 | Viva Mariya!! (збірка) - Дата релізу: 1982              | RCA                               |                       | [ 5 ]   |
| 1984 | Variety - Дата релізу: 25 квітня 1984                   | Moon Records (Warner Music Group) |                       | [ 6 ]   |
| 1987 | Request - Дата релізу: 12 серпня 1987                   | Moon Records (Warner Music Group) |                       | [ 6 ]   |
| 1992 | Quiet Life - Дата релізу: 22 жовтня 1992                | Moon Records (Warner Music Group) |                       | [ 6 ]   |
| 1994 | Impressions - Дата релізу: 25 липня 1994                | Moon Records (Warner Music Group) | 1                     | [ 6 ]   |
| 2000 | Souvenir - Дата релізу: 22 листопада 2000               | Moon Records (Warner Music Group) |                       | [ 6 ]   |
| 2001 | Bon Appetit! - Дата релізу: 22 серпня 2001              | Moon Records (Warner Music Group) |                       | [ 6 ]   |
| 2003 | Longtime Favorites - Дата релізу: 29 жовтня 2003        | Moon Records (Warner Music Group) |                       | [ 6 ]   |
| 2007 | Denim - Дата релізу: 23 травня 2007                     | Moon Records (Warner Music Group) | 1                     | [ 6 ]   |
| 2008 | Expressions (збірка) - Дата релізу: 1 жовтня 2008       | Moon Records (Warner Music Group) | 1                     | [ 6 ]   |
| 2013 | Mariya's Songbook (збірка) - Дата релізу: 4 грудня 2013 | Moon Records (Warner Music Group) |                       | [ 6 ]   |
| 2014 | Trad - Дата релізу: 10 вересня 2014                     | Moon Records (Warner Music Group) |                       | [ 6 ]   |

### Сингли
| Рік  | Назва                                                                                           | Джерело |
| ---- | ----------------------------------------------------------------------------------------------- | ------- |
| 1978 | «Modotte Oide, Watashi no Jikan (戻っておいで・私の時間)»                                       | [ 7 ]   |
| 1979 | «Dream of You (ドリーム・オブ・ユー)»                                                           | [ 7 ]   |
| 1979 | «September»                                                                                     | [ 7 ]   |
| 1980 | «Mysterious Peach Pie» / «Fushigi na Peach Pie (不思議なピーチパイ)»                            | [ 7 ]   |
| 1980 | «Futari no Vacance (二人のバカンス)»                                                            | [ 7 ]   |
| 1980 | «Sweetest Music»                                                                                | [ 7 ]   |
| 1981 | «Ichigo no Yūwaku (イチゴの誘惑)»                                                               | [ 7 ]   |
| 1981 | «Special Delivery»                                                                              | [ 7 ]   |
| 1981 | «Natalie»                                                                                       | [ 7 ]   |
| 1984 | «Mou Ichido (もう一度)»                                                                         | [ 7 ]   |
| 1984 | «Mersey Beat de Utawasete (マージービートで唄わせて)»                                           | [ 7 ]   |
| 1985 | «Plastic Love»                                                                                  | [ 7 ]   |
| 1986 | «Koi no Arashi (恋の嵐)»                                                                        | [ 7 ]   |
| 1986 | «Toki no Tabibito (時の旅人)»                                                                   | [ 7 ]   |
| 1987 | «Yume no Tsuzuki (夢の続き)»                                                                    | [ 7 ]   |
| 1987 | «Eki (駅)»                                                                                      | [ 7 ]   |
| 1988 | «Genki o Dashite (元気を出して)»                                                                | [ 7 ]   |
| 1989 | «Mou Ichido (もう一度)»                                                                         | [ 7 ]   |
| 1989 | «Koi no Arashi (恋の嵐)»                                                                        | [ 7 ]   |
| 1989 | «Toki no Tabibito (時空(とき)の旅人)»                                                           | [ 7 ]   |
| 1989 | «Single Again (シングル・アゲイン)»                                                             | [ 7 ]   |
| 1990 | «Kokuhaku (告白)»                                                                               | [ 8 ]   |
| 1992 | «Manhattan Kiss (マンハッタン・キス)»                                                           | [ 8 ]   |
| 1992 | «Uchi ni Kaerō (家に帰ろう)»                                                                    | [ 8 ]   |
| 1993 | «Shiawase no Sagashikata (幸せの探し方)»                                                        | [ 8 ]   |
| 1994 | «Ashita no Watashi (明日の私)»                                                                  | [ 8 ]   |
| 1994 | «Junai Rhapsody (純愛ラプソディ)»                                                               | [ 8 ]   |
| 1994 | «Honki de Only You (本気でオンリーユー)»                                                        | [ 8 ]   |
| 1995 | «Kon'ya wa Hearty Party (今夜はHEARTY PARTY)»                                                   | [ 8 ]   |
| 1996 | «Lonely Woman (ロンリー・ウーマン)»                                                             | [ 8 ]   |
| 1998 | «Camouflage (カムフラージュ)»                                                                   | [ 8 ]   |
| 1999 | «Mou Ichido (もう一度)»                                                                         | [ 8 ]   |
| 1999 | «Tenshi no Tameiki (天使のため息)»                                                              | [ 8 ]   |
| 2001 | «Mayonaka no Nightingale (真夜中のナイチンゲール)»                                              | [ 8 ]   |
| 2001 | «Mainichi ga Special (毎日がスペシャル)»                                                        | [ 8 ]   |
| 2001 | «Nostalgia (ノスタルジア)»                                                                      | [ 8 ]   |
| 2006 | «Henshin / Synchronicity (返信/シンクロニシティ)»                                               | [ 8 ]   |
| 2006 | «Slow Love (スロー・ラヴ)»                                                                      | [ 8 ]   |
| 2007 | «Ashita no Nai Koi (明日のない恋)»                                                              | [ 8 ]   |
| 2007 | «Chance no Maegami / Jinsei no tobira (チャンスの前髪/人生の扉)»                                | [ 8 ]   |
| 2008 | «Shiawase no monosashi / Ureshiku te samishī hi (幸せのものさし/うれしくてさみしい日)»          | [ 8 ]   |
| 2008 | «En no ito (縁の糸)»                                                                            | [ 8 ]   |
| 2010 | «Whisky ga, o suki desho (ウイスキーが、お好きでしょ)»                                          | [ 8 ]   |
| 2012 | «Inochi no uta (いのちの歌)»                                                                    | [ 8 ]   |
| 2013 | «Tasogare Diary (たそがれダイアリー)»                                                           | [ 8 ]   |
| 2013 | «Dear Angie: Anata wa makenai / Sorezore no yoru (Dear Angie ～あなたは負けない／それぞれの夜)» | [ 8 ]   |
| 2013 | «Itoshiki waga Izumo (愛しきわが出雲)»                                                          | [ 8 ]   |
| 2013 | «Your eyes»                                                                                     | [ 8 ]   |
| 2014 | «Aloha shiki ren'ai shinan (アロハ式恋愛指南)»                                                  | [ 8 ]   |
| 2014 | «Shizuka na densetsu (Legend) (静かな伝説（レジェンド）)»                                       | [ 8 ]   |
| 2016 | «Let It Be Me»                                                                                  | [ 8 ]   |
| 2016 | «Kyō no omoi (今日の想い)»                                                                      | [ 8 ]   |
| 2018 | «小さな願い / 今を生きよう（Seize the Day）»                                                    | [ 8 ]   |